# Pericoma busckana
Pericoma busckana és una espècie d'insecte dípter pertanyent a la família dels psicòdids que es troba a les Petites Antilles: l'illa de Martinica.